# Vanité (Gysbrechts)
Pour les articles homonymes, voir Vanité (homonymie).
Vanité est une peinture à l'huile sur toile du peintre flamand Franciscus Gysbrechts datée des années 1670. Elle est conservée au musée des Beaux-Arts de Strasbourg.

## Histoire
Franciscus Gysbrechts se spécialise comme son père le peintre Cornelis Norbertus Gysbrechts dans la peinture de vanités et dans le trompe-l'œil. Actif à Copenhague, à Leyde et à Anvers, il sait rendre les surfaces des objets avec subtilité et avec une étonnante vérité. D'autres artistes néerlandais comme Henri Carlier, Jan Vermeulen, Edwaert Collier, Vincent van der Vinne, peignent des natures mortes assez similaires à la même époque, proches également des natures mortes du Français Simon Renard de Saint-André.

## Analyse
Les attributs des arts et de l'érudition, les plaisirs terrestres (boisson et germes de blé), les distinctions et les médailles, sont exposés comme toutes choses voués à disparaître. La composition s'inscrit dans un rectangle, une ligne parallèle la traverse et la structure ; le crâne est mis en évidence par la lumière.

## Datation
Ce tableau a peut-être été peint durant le séjour de l'artiste à Leyde pendant la guerre de Hollande (1672-1678). Ingvar Bergström pense que le mot « Caerel » lisible sur le document, et que l'on rencontre sur d'autres tableaux du peintre et de son père, se rapporte à Charles Ier (roi d'Angleterre), le monarque étant l'exemple même des revers de fortune, sujet cher aux vanités,.

## Exposition
Cette peinture est exposée dans le cadre de l'exposition Les Choses. Une histoire de la nature morte au musée du Louvre du 12 octobre 2022 au 23 janvier 2023, parmi les œuvres de l'espace nommé « Vanité ».